# Why Don't You?
Why Don't You? (traducido como ¿Por qué no lo haces?), versión corta del título Why Don't You Just Switch Off Your Television Set and Go Out and Do Something Less Boring Instead? (traducido como ¿Por qué simplemente no apagas tu televisor y sales a hacer algo menos aburrido?) es un programa de televisión infantil británico emitido por la BBC en 42 temporadas entre el 20 de agosto de 1973 y el 21 de abril de 1995. Originalmente se emitía por las mañanas durante las vacaciones de verano, y una vez se emitió en la programación infantil de tarde entre semana, entre las 16:45 y las 17:45. Después se emitió durante las vacaciones de Semana Santa y de Navidad, aunque también se emitió un tiempo los sábados por la mañana. El formato consistía en grupos o "pandillas" de niños que respondían a las cartas de los espectadores que enviaban al programa sugerencias de juegos y actividades para pasar el día. Típicamente consistían en actividades de manualidades con papel, o juegos y trucos de magia que los niños podían aprender para impresionar a sus amigos.
El creador del programa fue su productor y director Patrick Dowling, en los estudios de la BBC en Bristol. Russell T Davies fue por un tiempo productor y director del programa, antes de saltar a la fama como autor de Queer as Folk y productor de la etapa moderna de Doctor Who. Bajo el mandato de Davies, el formato del programa cambió y se convirtió en una serie de ficción, con tramas que solían centrarse alrededor del atolondrado joven presentador galés Ben Slade y sus invenciones cada vez más complicadas. Slade fue uno de los presentadores que más tiempo duró en los 22 años de emisión del programa.

## Variaciones geográficas
El episodio piloto de Why Don't You? se filmó en 1972, en Henley-on-Thames, Oxfordshire con un equipo de niños de la escuela primaria de Valley Road. Desde su estreno en 1973, la pandilla del estudio se localizó en Bristol, con la apariencia de un sótano polvoriento. Sin embargo, desde 1980, el programa también mostró pandillas de otras zonas del Reino Unido, y esos programas los realizaron los diversos centros regionales de la BBC, aunque todos se emitieron a nivel nacional. Las primeras pandillas "alternativas" venían de un granero en Escocia y una iglesia en Belfast, y después de una cafetería junto al mar en Cardiff. Según avanzaron los ochenta, los cuatro estudios se abandonaron, y la pandilla se asentó en otras localizaciones de Reino Unido, como Liverpool.

## Presentadores destacables
Entre otros presentadores, destacan:
- Ben Slade, conocido como Benjamin Rory Slade
- Gideon Coe
- Alexandra Fletcher
- Anthony McPartlin
- Pauline Quirke
- Andy Crane
- Scott McGill
- Jeananne Craig
- Kieron Toner